# Bay Area thrash metal
A Bay Area thrash metal (röviden Bay Area thrash) alatt a San Francisco Bay Area területén, az 1980-as években létrejött thrash metal zenekarokat értik. Többen közülük nemzetközi sikereket értek el; és a Floridai death metallal együtt az amerikai thrash és death metal alapítóinak tekinthetőek.
Főbb zenekarok (zárójelben az alakulás éve):
- Exodus (1979)
- Metallica (1981)
- Slayer (1981)
- Laaz Rockit (1981)
- Death Angel (1982)
- Testament (1983)
- Possessed (1983)
- Heathen (1984)
- Forbidden (1985)
- Vio-lence (1985)

## Hangminták
- Slayer: Raining Blood (1986)
- Metallica: Master of Puppets (1986)
- Death Angel: Voracious Souls (1987)
- Forbidden: Chalice of Blood (1988)
- Slayer: Repentless (2015)
- Heathen: Hellbound (2020)

## Fordítás
Ez a szócikk részben vagy egészben  a   Bay Area thrash metal című angol Wikipédia-szócikk fordításán alapul.  Az eredeti cikk szerkesztőit annak laptörténete sorolja fel. Ez a jelzés csupán a megfogalmazás eredetét és a szerzői jogokat jelzi, nem szolgál a cikkben szereplő információk forrásmegjelöléseként.